# Gordianus III
Gordianus III (tiếng Latinh: Marcus Antonius Gordianus Pius Augustus; 225 – 244), là Hoàng đế La Mã từ năm 238 đến 244. Ở tuổi 13, cậu trở thành vị hoàng đế La Mã hợp pháp trẻ nhất cầm quyền xuyên suốt sự tồn tại của Đế quốc La Mã thống nhất. Gordianus là con trai của Antonia Gordiana và một Nguyên lão nghị viên vô danh đã mất từ trước năm 238. Antonia Gordiana chính là con gái của Hoàng đế Gordianus I và em gái của Hoàng đế Gordianus II. Có rất ít thông tin biết được về thuở thiếu thời của cậu trước khi lên ngôi. Ngay khi lên ngôi, cậu đã lấy cái tên của ông ngoại mình làm đế hiệu là Gordianus III vào năm 238.

## Nắm quyền
Sau cái chết của Hoàng đế Alexander Severus ở Moguntiacum (nay là Mainz), thủ đô của tỉnh Hạ Germania thuộc La Mã, Maximinus Thrax liền tự xưng đế, bất chấp sự phản đối mạnh mẽ của Viện Nguyên lão và phần lớn dân chúng. Để đáp lại những gì mà Roma coi là một cuộc nổi loạn, ông và chú của Gordianus tức Gordianus I và II cùng tuyên bố là đồng hoàng đế ở tỉnh châu Phi thuộc La Mã. Cuộc nổi dậy của họ đã bị Cappellianus, thống đốc Numidia và là một người ủng hộ trung thành của Maximinus Thrax đàn áp chỉ trong vòng một tháng. Gordianus Già chết, nhưng dư luận lại lưu giữ về ký ức của họ như những người yêu chuộng hòa bình và đam mê văn học, chỉ là nạn nhân chịu sự đàn áp của Maximinus.
Trong khi đó, Maximinus đang trên đường hành quân về Roma và Viện Nguyên lão đã bầu chọn Pupienus và Balbinus làm đồng hoàng đế. Những Nguyên lão nghị viên này không phải là người được tin cậy và dân chúng thành Roma vẫn còn bị sốc bởi số phận của vị hoàng đế cao tuổi Gordianus I, vì vậy mà Viện Nguyên lão đã quyết định chọn cậu bé Gordianus và đổi tên cậu thành Marcus Antonius Gordianus giống như ông ngoại mình, rồi phong làm Caesar và được quyền kế thừa ngôi vị hoàng đế. Pupienus và Balbinus dẫn đại quân đánh bại Maximinus, chủ yếu là do sự đào tẩu của nhiều quân đoàn, đặc biệt là II Parthica về sau đã ám sát Maximinus. Nhưng sự trị vì chung của họ kết cuộc cũng sụp đổ từ khi bắt đầu với các cuộc nổi loạn của quần chúng nhân dân, bất mãn quân sự và một ngọn lửa khổng lồ bất chợt thiêu rụi thành Roma vào tháng 6 năm 238. Ngày 29 tháng 7 cùng năm, Pupienus và Balbinus đã bị Cấm vệ quân Praetorian Guard giết chết và Gordianus nghiễm nhiên trở thành vị hoàng đế duy nhất trên toàn đế chế.

## Trị vì

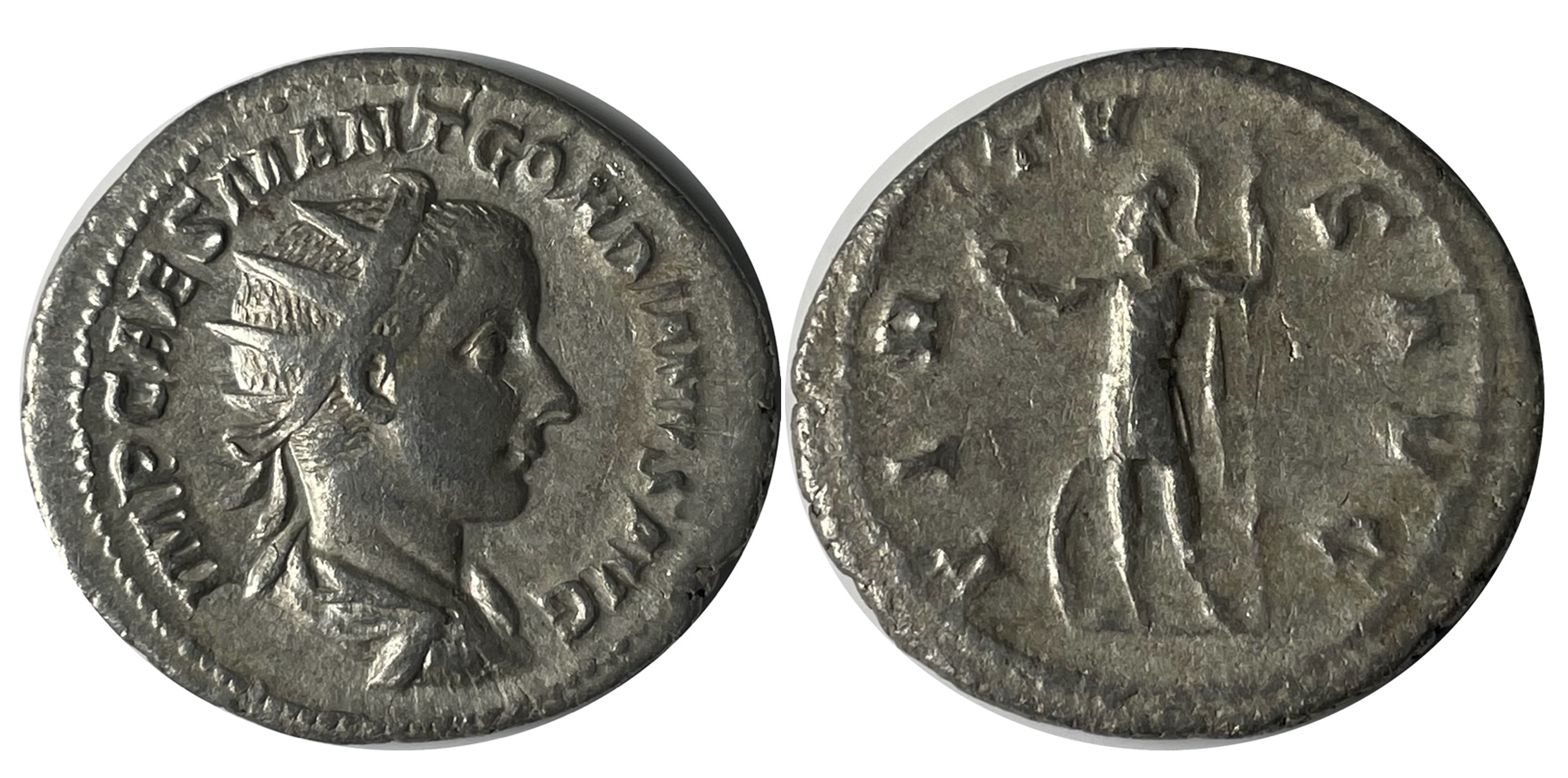
1 denarius Gordianus III - 238

Do tuổi tác của Gordianus, triều đình đã phải trao lại quyền cho các gia đình quý tộc, những người kiểm soát công việc của Roma thông qua Viện Nguyên lão. Năm 240, Sabinianus nổi loạn ở tỉnh châu Phi, nhưng tình hình đã nhanh chóng được kiểm soát. Năm 241, Gordianus kết hôn với Furia Sabinia Tranquillina, con gái của viên pháp quan thái thú mới được bổ nhiệm Timesitheus. Là người đứng đầu đội Cấm vệ quân Praetorian Guard và cha vợ của Hoàng đế, Timesitheus nhanh chóng trở thành nhà lãnh đạo trên thực tế của Đế quốc La Mã.
Vào thế kỷ thứ ba, các vùng biên giới La Mã đã lực bất tòng tâm trong việc phòng ngừa các bộ tộc German tràn qua sông Rhine và sông Danube, ở phía Đông thì vương quốc Sassanid còn vượt qua sông Euphrates nhằm gia tăng các cuộc tấn công của riêng mình. Khi người Ba Tư dưới quyền Shapur I xâm chiếm Mesopotamia, vị hoàng đế trẻ tuổi đã cho mở cửa đền thờ thần Janus lần cuối cùng trong lịch sử La Mã, và gửi đại quân tiến về phía Đông. Quân Sassanid bị đẩy lùi trên sông Euphrates và đại bại trong trận Resaena năm 243. Chiến dịch này xem như thành công và Gordianus liền gia nhập quân đội, dự tính mở một cuộc xâm lược vào lãnh thổ của đối phương, khi cha vợ của ông qua đời mà không rõ nguyên nhân. Thiếu Timesitheus, chiến dịch và việc bảo vệ Hoàng đế có nguy cơ rủi ro cao.
Marcus Julius Philippus, còn được gọi là Philip Ả Rập, vào lúc này được bổ nhiệm làm pháp quan thái thú mới thay thế Timesitheus và chiến dịch được tiếp tục tiến hành. Vào đầu năm 244, người Ba Tư bắt đầu phản công. Các nguồn tài liệu của Ba Tư cho rằng một trận chiến giữa hai bên đã xảy ra (trận Misiche) gần Fallujah thuộc Iraq ngày nay và dẫn đến một thất bại thảm hại của quân La Mã khiến hoàng đế Gordianus III tử trận. Các nguồn tài liệu La Mã lại không đề cập đến cuộc chiến này và cho rằng Gordian đã mất từ lâu trên thượng nguồn sông Euphrates. Dù các nguồn sử liệu cổ đại thường mô tả Philip, người kế vị Gordianus làm hoàng đế đã ra tay sát hại Gordianus tại Zaitha (Qalat es Salihiyah), nguyên nhân cái chết của Gordianus cho đến nay vẫn còn mơ hồ.
Vị hoàng đế trẻ tuổi và bản chất tốt đẹp của Gordianus, cùng với cái chết của ông ngoại và chú mình cùng số phận bi thảm của cậu dưới bàn tay của kẻ cướp ngôi khác, mang lại cho ông sự kính trọng lâu dài của người La Mã. Bất chấp sự phản đối của Hoàng đế mới, Gordianus đã được Viện Nguyên lão phong thần sau khi cậu qua đời để xoa dịu người dân và tránh bạo loạn xảy ra.